# Casa consistorial de Alcira

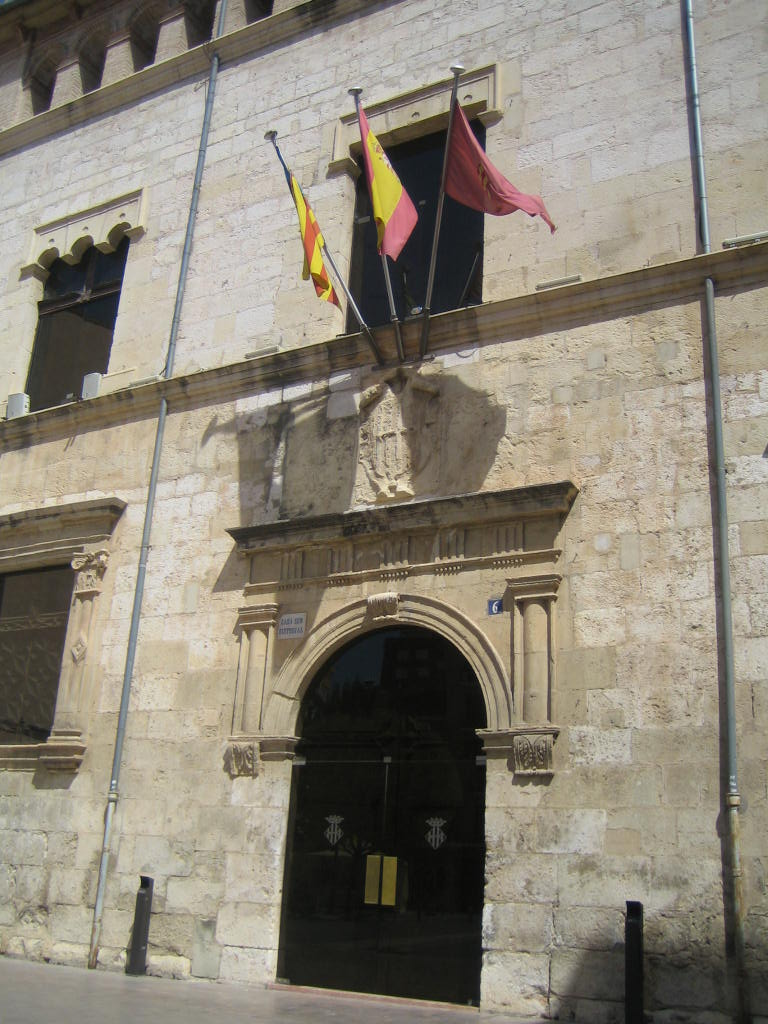
Fachada del ayuntamiento

La Casa Consistorial del municipio de Alcira, en la provincia de Valencia (España), es un edificio administrativo que se sitúa en el eje de la antigua Villa, de estilo renacentista y construido entre los siglos XVI y XVII.
Fue declarada Monumento Histórico Artístico el 17.12.1930 (BOE de 18.12.1930).
El palacio alberga una importante colección artística, en la que destacan diversas obras pictóricas, como las de Teodoro Andreu.

## Descripción del edificio
Se trata de un edificio cuadrangular, cubierto a tres aguas con teja árabe Y organizado en torno a una galería rectangular, alrededor de la cual se disponen las diferentes dependencias. En la planta baja destaca el zaguán que queda dividido por un arco carpanel en dos espacios; en el primero de ellos se encuentra la escalera que lleva al primer piso, mientras que en el segundo espacio del zaguán se ha construido una escalera para comunicar con la parte nueva del ayuntamiento. En el primer piso se sitúa el Salón Noble, rectangular y paralelo a la fachada, iluminado por tres ventanales. El acceso a este salón se realiza por una puerta ricamente decorada con elementos alegóricos. 
En fachada, la planta baja presenta motivos renacentistas, mientras que la planta principal presenta ventanales góticos. Esto ha llevado a pensar en la posibilidad de que estos ventanales sean una reutilización de otro edificio. Se trata de un fachada simétrica, donde la planta baja presenta una portada central de arco de medio punto con dos ventanas adinteladas a sus lados. 
En la planta noble se disponen tres ventanales góticos que se corresponden verticalmente con los de la planta inferior. Los dos laterales son originales. Ambos han perdido las columnillas. El central fue agrandado para colocar un balcón, si bien tras su restauración se ha devuelto la fachada a su disposición original. El tercer cuerpo realizado con ladrillo, se desarrolla con 14 arcos de medio punto con una pequeña moldura.

## El Archivo Municipal de Alcira
Custodiado en edificio de nueva planta, inaugurado en 2003, situado en la calle Salinerías, 1, contiene algunos de los más valiosos legados documentales de la Comunidad Valenciana. Entre la documentación que guarda destaca la serie de pergaminos de la Cancillería Real, la colección de los Llibres dels Actes dels Jurats e Concell, el repertorio de Protocolos Notariales, los Padrones de la Acequia Real del Júcar, y el más valioso, el códice miniado del siglo XIV Aureum Opus Privilegiorum Regni Valentie, que contiene un registro de privilegios. Está datado en 1380, si bien en los siglos siglos XV y XVI se le añadieron más privilegios. En la actualidad ejerce de archivero municipal Aureliano-J. Lairón Plà.